# Epthianure d'Ashby
Pour les articles homonymes, voir Ashby.
Ashbyia lovensis
Genre
Espèce
Statut de conservation UICN

 LC  : Préoccupation mineure
L’Epthianure d'Ashby (Ashbyia lovensis) est une espèce de passereaux endémique de l’Australie. C’est l’unique espèce du genre Ashbyia. C'est une espèce monotypique.
Il apprécie les milieux d’Astrebla, Enneapogon et d'Atriplex.